# Exemplars
Les Exemplars sont des personnages fictifs, créés par Marvel Comics, apparus pour la première fois dans Iron Man vol.3 #21.
Ce sont des réceptacles de grands pouvoirs mystiques, destinés à s'affronter pour déterminer quelle entité est la plus puissante. 

## Composition de l'équipe
Le premier et le plus connu des Exemplars est le Fléau, l'avatar de Cyttorak.
Les sept autres sont 
- Bedlam (avatar d'Ikonn)
- Carnivore (avatar de Farallah)
- Conquest (avatar de Krakkan)
- Decay (avatar de Valtorr)
- Inferno (avatar de Balthakk)
- Stonecutter (avatar de Raggadorr)
- Tempest (avatar de Watoomb)